# Catacumbas de Santa Águeda
As Catacumbas de Santa Águeda são um complexo mortuário situado na cidade de Rabat, na ilha de Malta, pertencente ao Complexo Histórico de Santa Águeda. Seu nome faz referência a Águeda de Catânia, uma santa que segundo lendas locais teria passado parte de sua vida numa cripta vizinha ensinando o cristianismo aos habitantes da ilha. O complexo é formado por túmulos dos séculos II e III nos quais há indivíduos que professavam o paganismo, o cristianismo e o judaísmo.

## Características gerais
Santa Águeda emprestou seu nome a um complexo de catacumbas subterrâneas esculpidas no calcário globigerina que se situa nas imediações de sua cripta. Se estende por 4100 m2 e é formado por corredores estreitos de cada lado e abóbadas. As catacumbas, 500 ao todo, são datáveis dos séculos II e III. Serviram para o enterro de pagãos, judeus e cristãos e majoritariamente foram ocupadas por crianças. Em quase todos os túmulos os corpos tem suas cabeças recostadas numa espécie de travesseiro de pedra, enquanto em todos os túmulos existe uma cavidade semicircular utilizada para colocar a cabeça do corpo em sua posição; é possível indicar quantos indivíduos estão no interior através dessas cavidades.

## Túmulos
Algumas tumbas foram utilizadas para sepultar duas pessoas e há casos onde uma tumba dupla com uma parede divisória fina é perceptível. Há também casos onde, quando colocadas lado a lado, estas tumbas serviram para abrigar três, quatro ou cinco pessoas. Os túmulos são de tipos diferentes e são classificados segundo sua estrutura. O tipo mais comum é o "túmulo de mesa com selim de dossel" que compreende uma estrutura com uma cobertura similar ao selim dum cavalo que foi cortada da mesma pedra ou foi colocada quando o enterro ocorreu. O dossel é apoiado por quatro pilares pequenos que terminam em arcos dos quatro lados e nas costas de cada lado, no lado interior da tumba, há cornos decorativos que imitam pilares.
Outro tipo de túmulo é a "tumba de mesa com dossel" que é cortada na rocha e tem quatro pilares para apoiar o teto acima, ao passo que forma arcos em cada lado da tumba. Tal estrutura forma uma espécie de dossel sobre o túmulo, enquanto que, quando está selado com as lajes de pedra, parece uma mesa, explicando a escolha de seu nome. Um terceiro tipo são os arcossólios, que são assim chamados por possuírem um arco e uma soleira na entrada do túmulo. Eles foram cortados dentro dos muros laterais e na parte de trás de seus arcos há uma espécie de meia cúpula. A entrada destes túmulos é uma abertura quadrada de aproximados 45 centímetros, ao mesmo tempo que o túmulo está escondido pelo muro. Um último tipo de sepultura são os túmulos em forma de janelas, que são muito similares aos arcossólios, sobretudo com relação a entrada que é idêntica, mas diferente no interior da abóbada, onde possuem um verso plano. Estas tumbas serviram para enterrar crianças e bebês e geralmente estão agrupadas próximo de sepultamentos adultos, talvez indicando parentesco entre os falecidos.

## Decoração

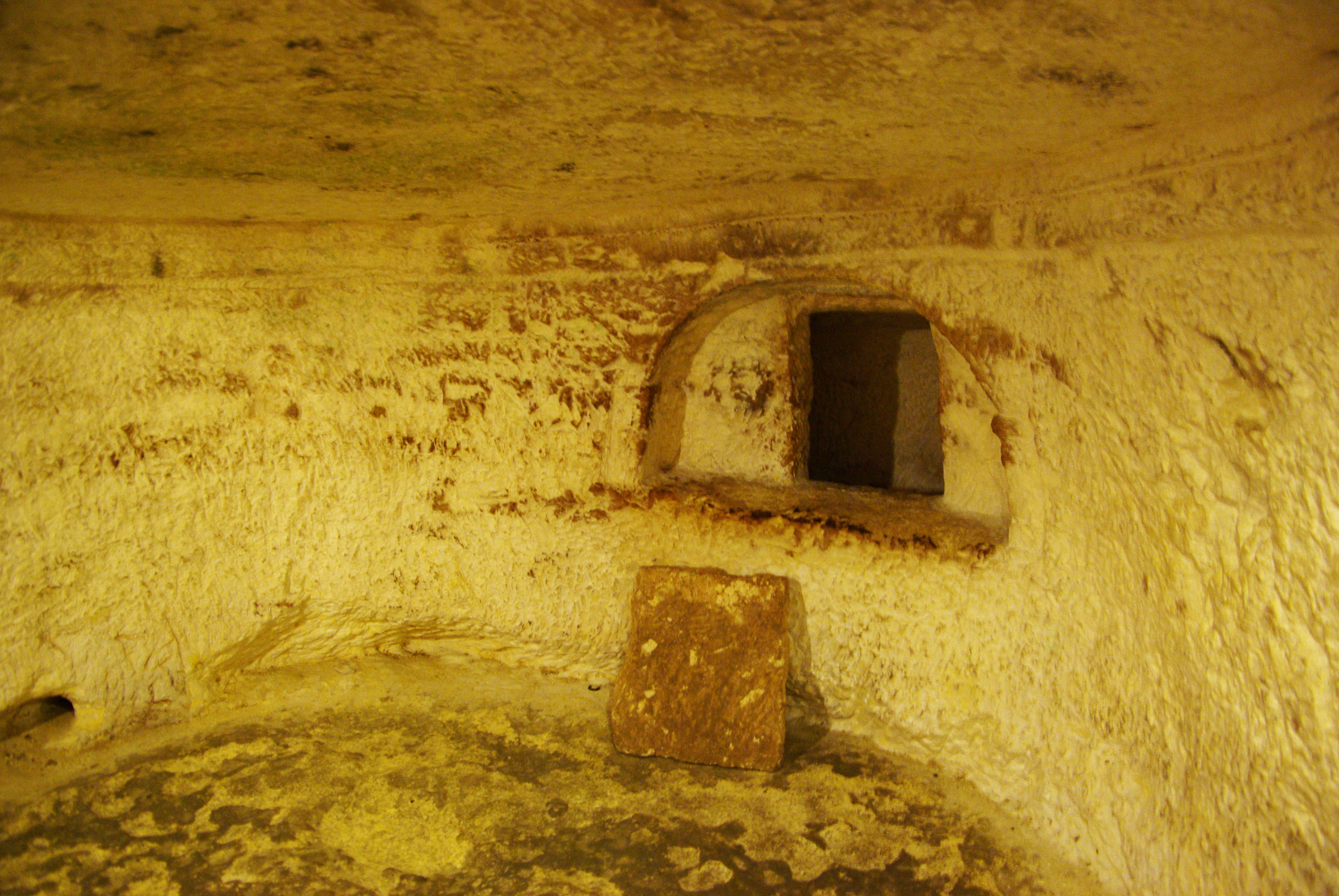
Um dos túmulos da catacumba

É frequente encontrar pequenos nichos cortados nos muros laterais que teriam servido no passado para colocar lamparinas a óleo. Outro elemento presente no interior das catacumbas é a chamada "Mesa Ágape", que provavelmente teria servido como mesa para a realização do banquete final antes dum sepultamento. É uma mesa redonda de 60 centímetros ou mais que foi lavrada na rocha sobre o nível térreo. a porção inferior inclina-se levemente à circunferência da câmara, enquanto a porção superior forma uma mesa redonda, achatada e circundada com um rebordo de aproximados 6 centímetros de extensão e 3 de altura. Na porção frontal há uma pequena seção aberta no rebordo que provavelmente serviu para limpar e lavar a mesa após a conclusão da refeição.
Ao todo três das tumbas de Santa Águeda são decoradas com pinturas murais. Na primeira, além dos desenhos, há uma inscrição em grego na qual, segundo a decifração de A. Ferrua SJ., se afirma: "Antes das Calendas de setembro, Leônias foi sepultado aqui". A segunda tumba, que consiste num túmulo de mesa, a decoração esteve escondida sobre uma camada de seis centímetros de argamassa até ser descoberta e limpa por V. Camilleri em 1978; é possível que ainda exista mais elementos decorativos escondidos pela argamassa. Nela há um friso colorido que gira em torno dos cantos e um pelicano em ocre vermelho que está visível de cada lado. Nos lados internos, há guirlandas florais formadas por rosas cor de rosas e folhas verdes. Aproximadamente 10 anos atrás, duas inscrições, uma em grego e outra bilíngue (grego e latim), foram descobertas e datadas dos séculos IV e V.
A terceira tumba tem um raio de 275 centímetros e é decorada com um pilar de cada lado. Nota-se um capitel no topo dos pilares que são unidos por um friso que gira em torno da câmara. Num de seus lados há um arco que é o altar dessa capela primitiva. Ela é decorada com uma afresco do século III representando uma vieira colorida (vermelho, ocre, verde escuro, amarelo e amarelo pálido). O lintel frontal é pintado em vermelho e marrom escuro e no meio existe uma cruz com a letra grega rô (R) com uma linha horizontal cortando-a no meio, uma variação artística da letra grega qui (Χ). Ao final da linha horizontal estão as letras alfa e ômega (A e Ω). Em ambos os lados do afresco também há flores e uma pomba que carrega flores ou folhas em suas garras. Esse afresco foi restaurado em 2000.